# くまとマーク少年
『くまとマーク少年』（原題：Gentle Ben）は、1965年にウォルト・モーレーが発表したアメリカ合衆国の児童文学、およびそれを原作とするテレビドラマ、テレビ映画である。

## 概要
フロリダ州の自然保護観察官、トム・ウェドローとその息子のマーク・ウェドロー、そして熊のベンが織りなす心温まるドラマ。
テレビドラマ版は、1967年から1969年までアメリカのCBSで放送。制作は、『わんぱくフリッパー』で知られるアイヴァン・トース・プロダクション (Ivan Tors Productions) が担当した。本物のアメリカグマであるブルーノ (Bruno the Bear) にベンの役をさせ、声優による吹き替えで台詞を付けるというユニークな演出が行われた。
テレビ映画版は、2002年と2003年にケーブルテレビ・衛星放送向けのアニマルプラネットケーブルチャンネルで放送。制作はジェントル・ベン・プロダクション (Gentle Ben Production Company) が担当した。

## 1960年代テレビドラマ
シーズン1
1967年 - 1968年放送、28エピソード
シーズン2
1968年 - 1969年放送、28エピソード

### キャスト
ベン (Ben)
演：ブルーノ (Bruno the Bear) / 声：キャンディ・キャンディード (Candy Candido)
熊。
トム・ウェドロー (Tom Wedloe)
演：デニス・ウィーバー (Dennis Weaver)
自然保護観察官。
マーク・ウェドロー (Mark Wedloe)
演：クリント・ハワード (Clint Howard)
トムの息子。
エレン・ウェドロー (Ellen Wedloe)
演：ベス・ブリッケル (Beth Brickell)
トムの妻。
ヘンリー・ブームハワー (Henry Boomhauer)
演：ランス・ハワード (Rance Howard)
トムの隣人で友人。

### スタッフ
- プロデューサー：アイヴァン・トース (Ivan Tors)
- 監督：ジョン・フローレア (John Florea)

### 日本での放送
日本では『クマとマーク少年』というタイトルで、1969年4月3日から同年10月9日までTBS系列局で放送。パイロット萬年筆（現・パイロットコーポレーション）の一社提供。放送時間は毎週木曜 19:00 - 19:30 （日本標準時）。
日本語版の吹き替え担当者は以下の通り。
- ベン：不明
- マーク：太田淑子
- トム：羽佐間道夫
- エレン：武藤礼子
- ヘンリー：北村弘一

放送局
- TBS：木曜 19:00 - 19:30
- 青森テレビ：火曜 18:00 - 18:30[3]
- 東北放送：木曜 19:00 - 19:30[4]
- 北日本放送：金曜 18:00 - 18:30[5]

## 2000年代テレビ映画
2002年版
英語: Gentle Ben: The Movie または Gentle Ben: Terror on the Mountain
2003年版
英語: Gentle Ben 2: Danger on the Mountain

### キャスト
ジャック・ウェドロー (Jack Wedloe)
演：ディーン・ケイン (Dean Cain)
マーク・ウェドロー (Mark Wedloe)
演：ライリー・マクレンドン (Reiley McClendon)
フォグ・ベンソン (Fog Benson)
演：コービン・バーンセン (Corbin Bernsen)

### スタッフ
- 制作：ジェントル・ベン・プロダクション (Gentle Ben Production Company)
- 原作：ウォルト・モーレー (Walt Morey)
- 脚本（2002年版）：ジム・マキチャック (Jim Makichuk)
- 脚本（2003年版）：ナオミ・ジャンゼン (Naomi Janzen)
- 監督：デイビッド・S・キャス・シニア (David S. Cass Sr.)